# 四季彩
四季彩（しきさい）は、東日本旅客鉄道（JR東日本）が2001年から2009年まで保有していた鉄道車両で、ジョイフルトレインと呼ばれる車両の一種である。

## 概要
青梅線沿線のイメージアップを目的に豊田電車区（現・豊田車両センター）で訓練車として使用されていた201系4両編成1本（クハ201-134 + モハ201-263 + モハ200-263 + クハ200-134）を展望型電車に改造し、2001年（平成13年）8月4日から営業運転を開始した。その後、愛称の公募が行われ、同年11月23日に「四季彩」（しきさい）の愛称が付けられた。改造内容を以下に示す。
- 座席配置ならびに側面窓の一部を変更[2]
  - 多摩川側の側面窓を2段窓から固定式の1枚窓に改造[2][1][4]。
  - 奥多摩寄りのクハ200-134はすべての座席を川側に向け、その他の3両は川側にクロスシートを設置[2][1][4]。
  - テーブルを兼ねた荷物置台の設置[2][1][4]。
  - 1枚窓に改造した側は、荷棚の交換と一部化粧板の交換、床敷物の取り替えを施工[1]。
  - 座席端の袖仕切板に防寒板を追加、クハ200-134に車椅子スペースを新設[2][1]。
- クハ201-134にも自動解結装置を新設しており、6両編成を連結した10両編成での運転も可能とした[1]。

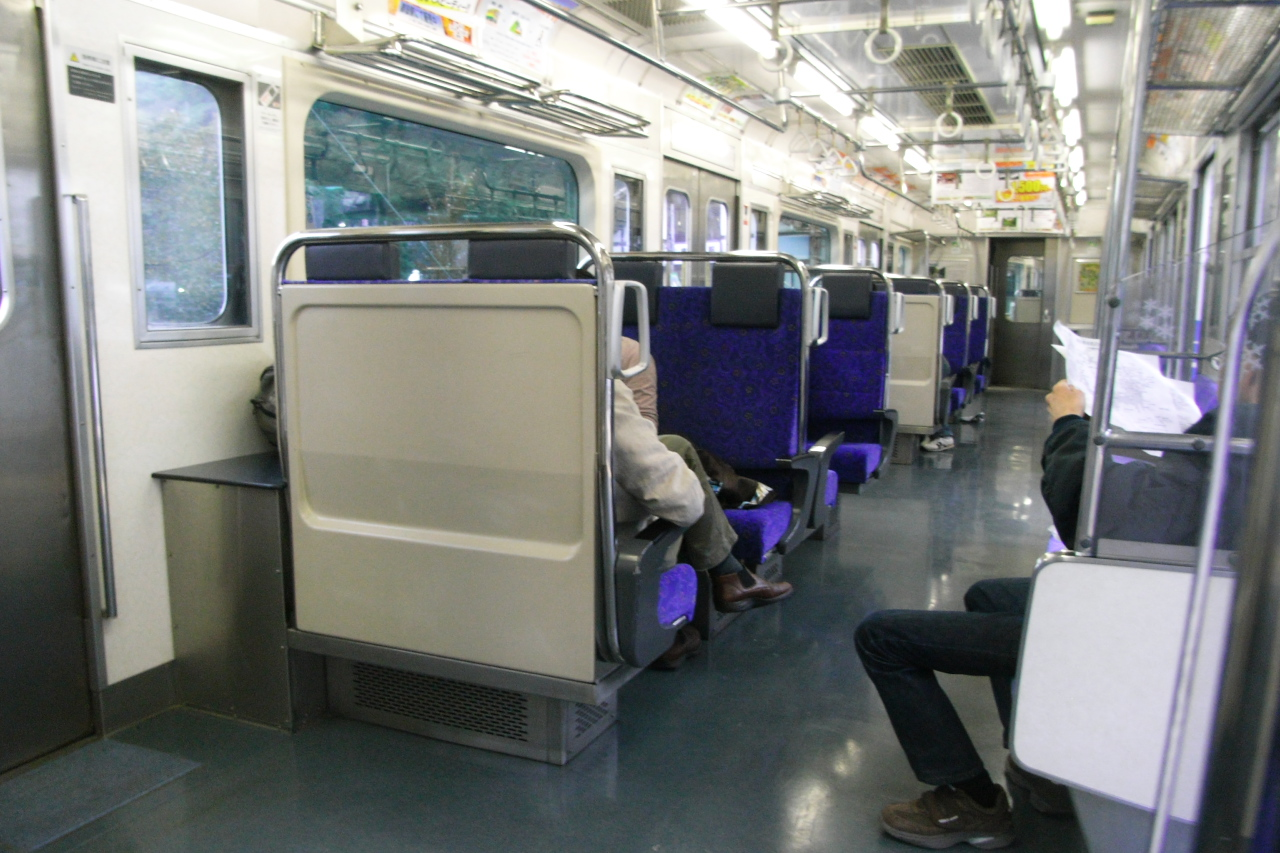
車内
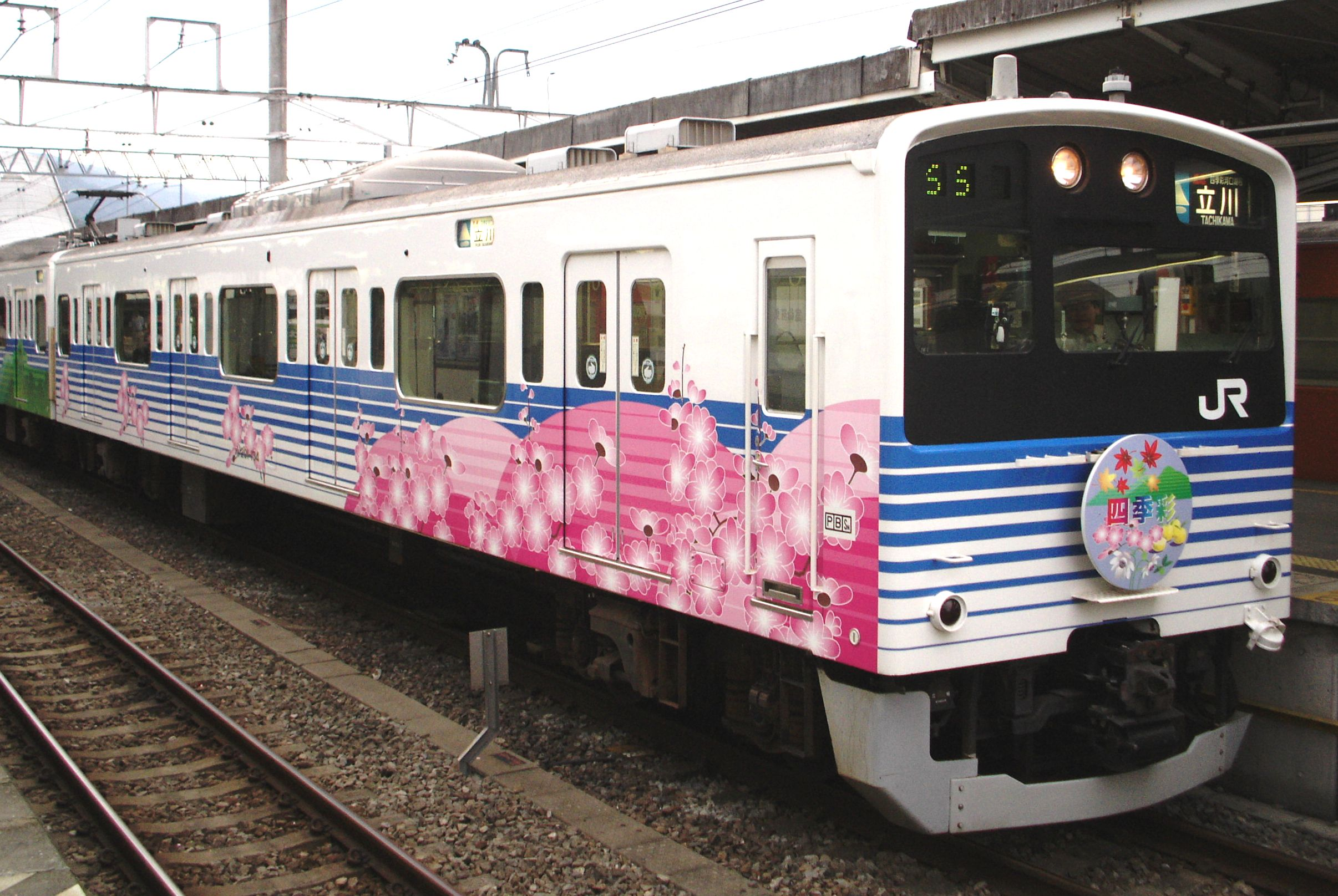
クハ201-134
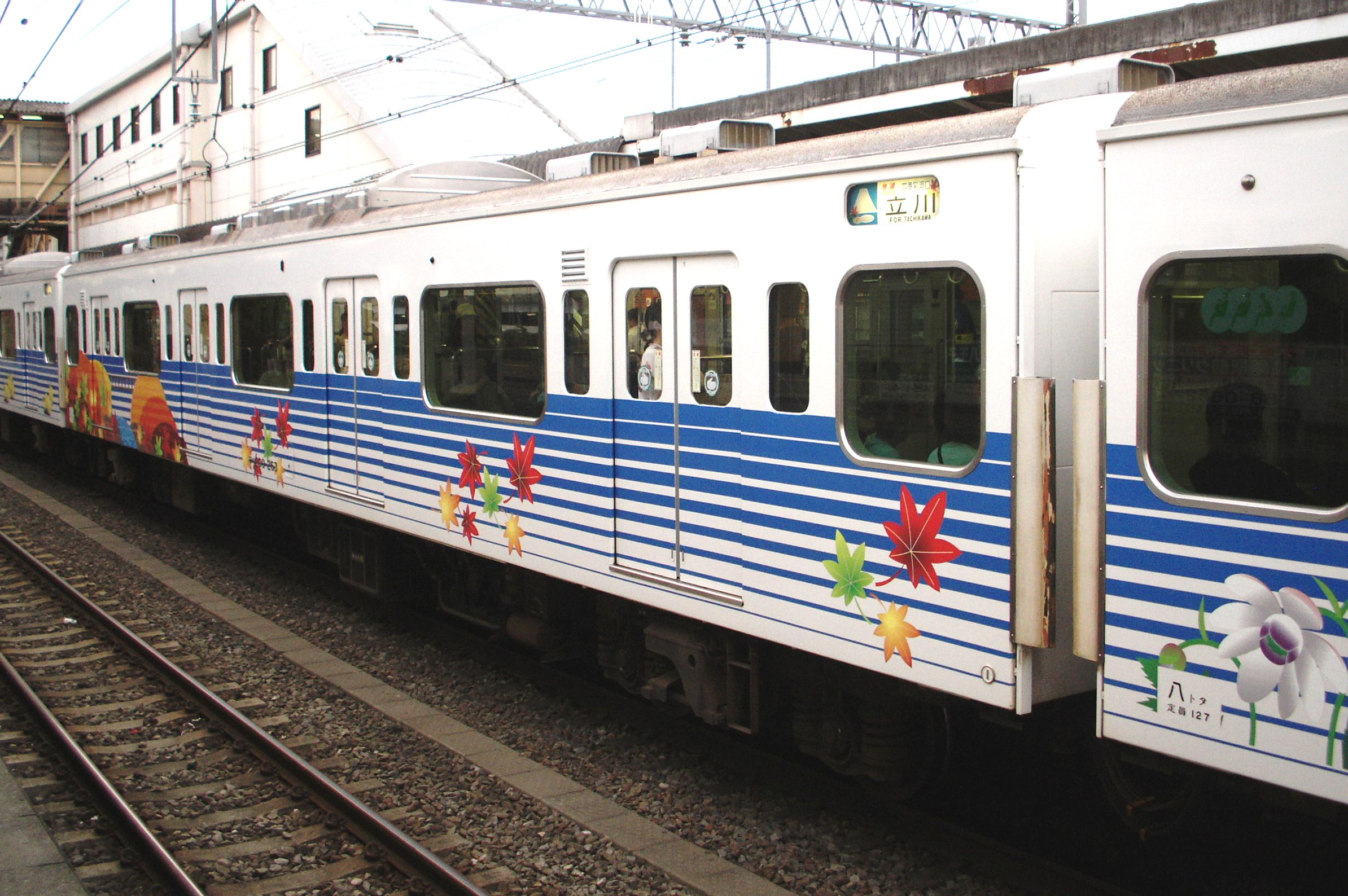
モハ200-263
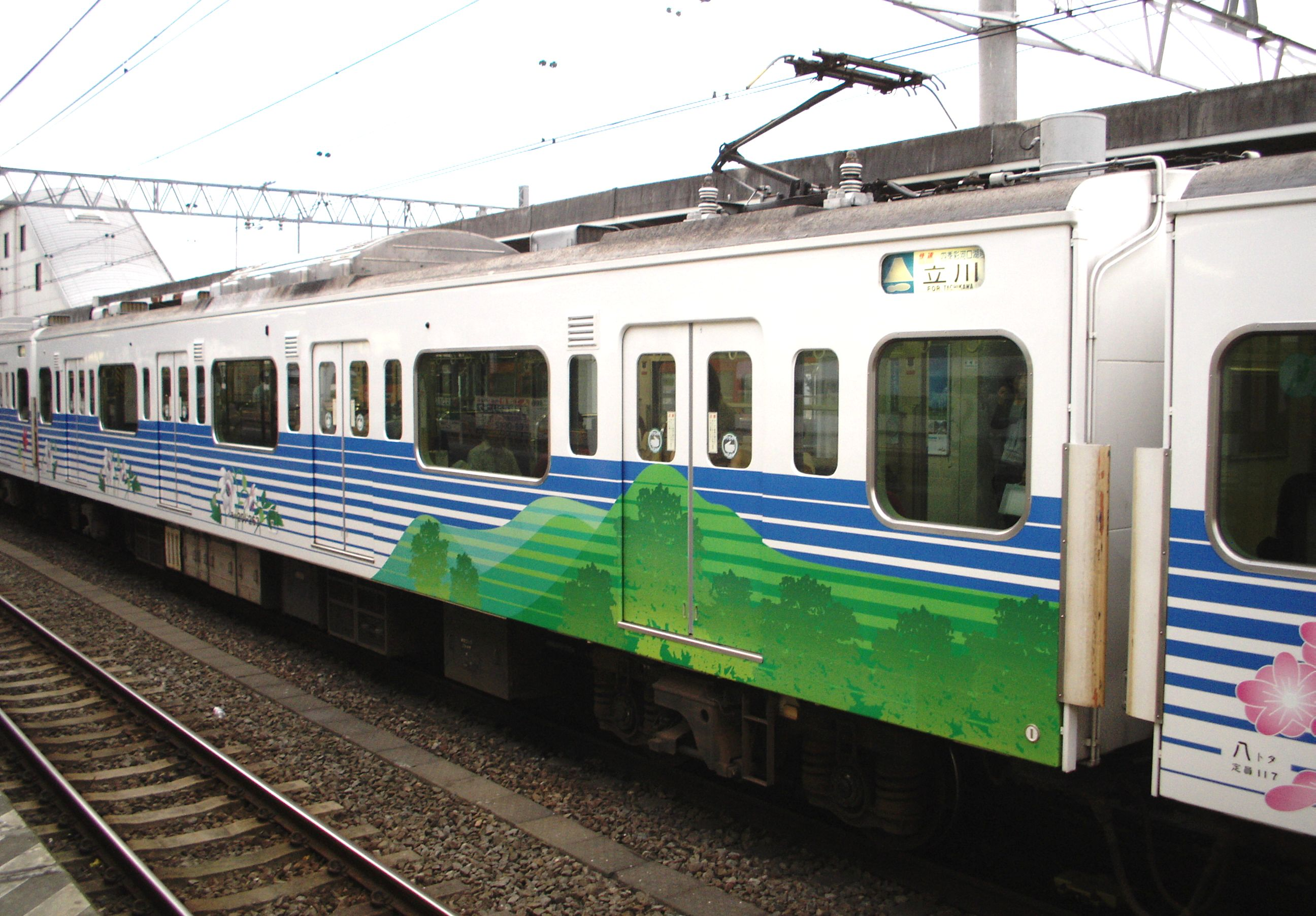
モハ201-263
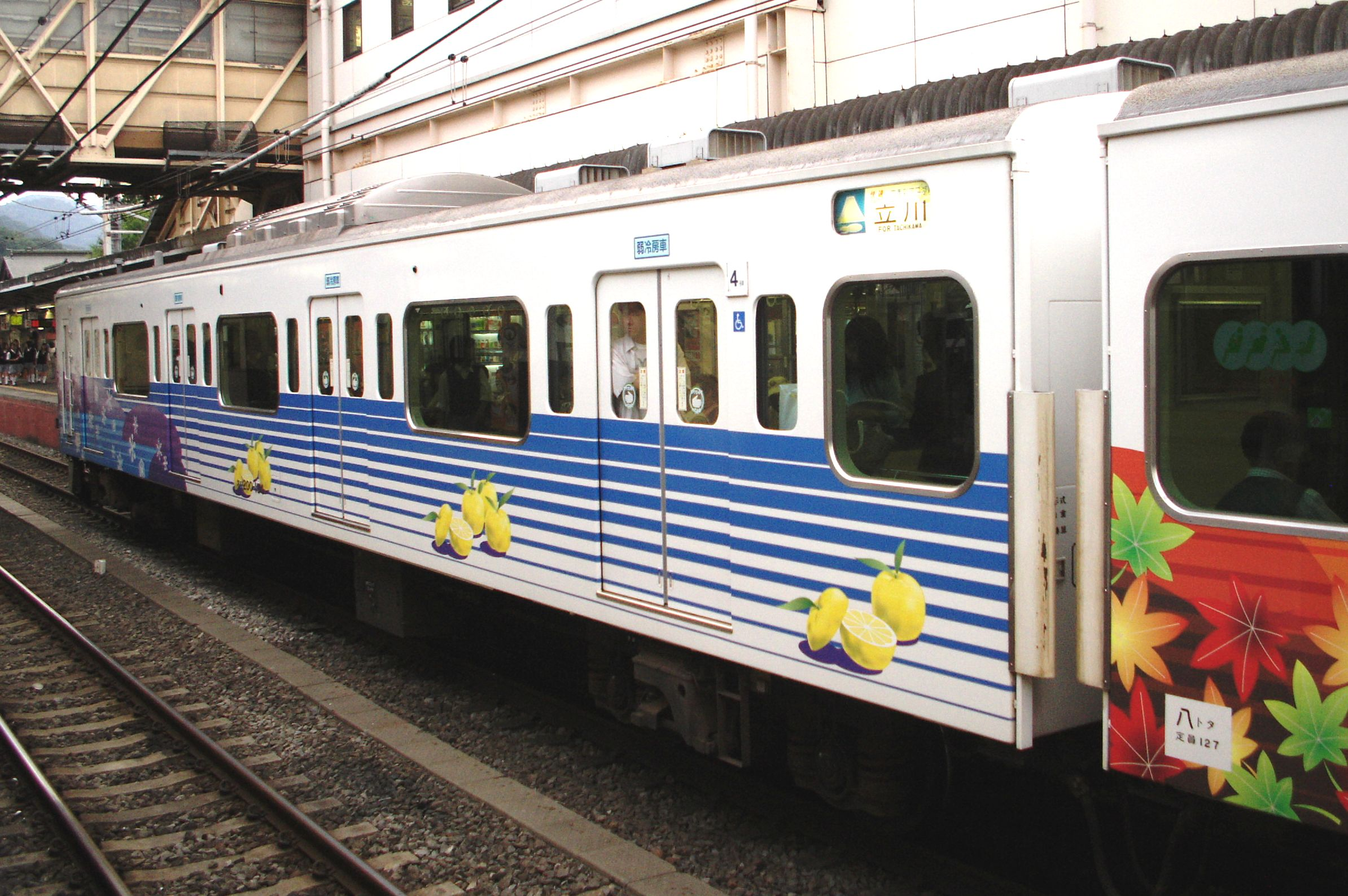
クハ200-134

## 塗色
- 改造当初は奥多摩の四季感と多摩川の流れをイメージした車体色（デザイン）を採用していたが[1]、「四季彩」の愛称決定後は、1両ずつ装飾と前面にヘッドマークが追加された[3]。
- 旧塗色　奥多摩方から、
  - 春(クハ200-134)：アイスグリーンをベースに緑色濃淡の帯、桜
  - 夏(モハ200-263)：水色をベースに青色と青緑色の帯、ひまわり（2004年7月よりレンゲショウマ[5]）
  - 秋(モハ201-263)：ベージュをベースに茶色と橙色の帯 、紅葉
  - 冬(クハ201-134)：すみれ色をベースに灰色と紺色の帯 、雪の結晶

- 新塗色　2005年のリニューアル後は、編成で塗色を統一した[6]。白色をベースに、多摩川の流れを表現した青色の横ラインが車体下半分に施された[6]。また、季節が逆転し、絵柄が青梅線沿線にちなんだものに変更された[6]。奥多摩方から[6]、
  - 冬(クハ200-134)：奥多摩湖とゆず
  - 秋(モハ200-263)：鳩ノ巣渓谷と紅葉
  - 夏(モハ201-263)：御岳山とレンゲショウマ
  - 春(クハ201-134)：吉野梅郷と梅

## 運用

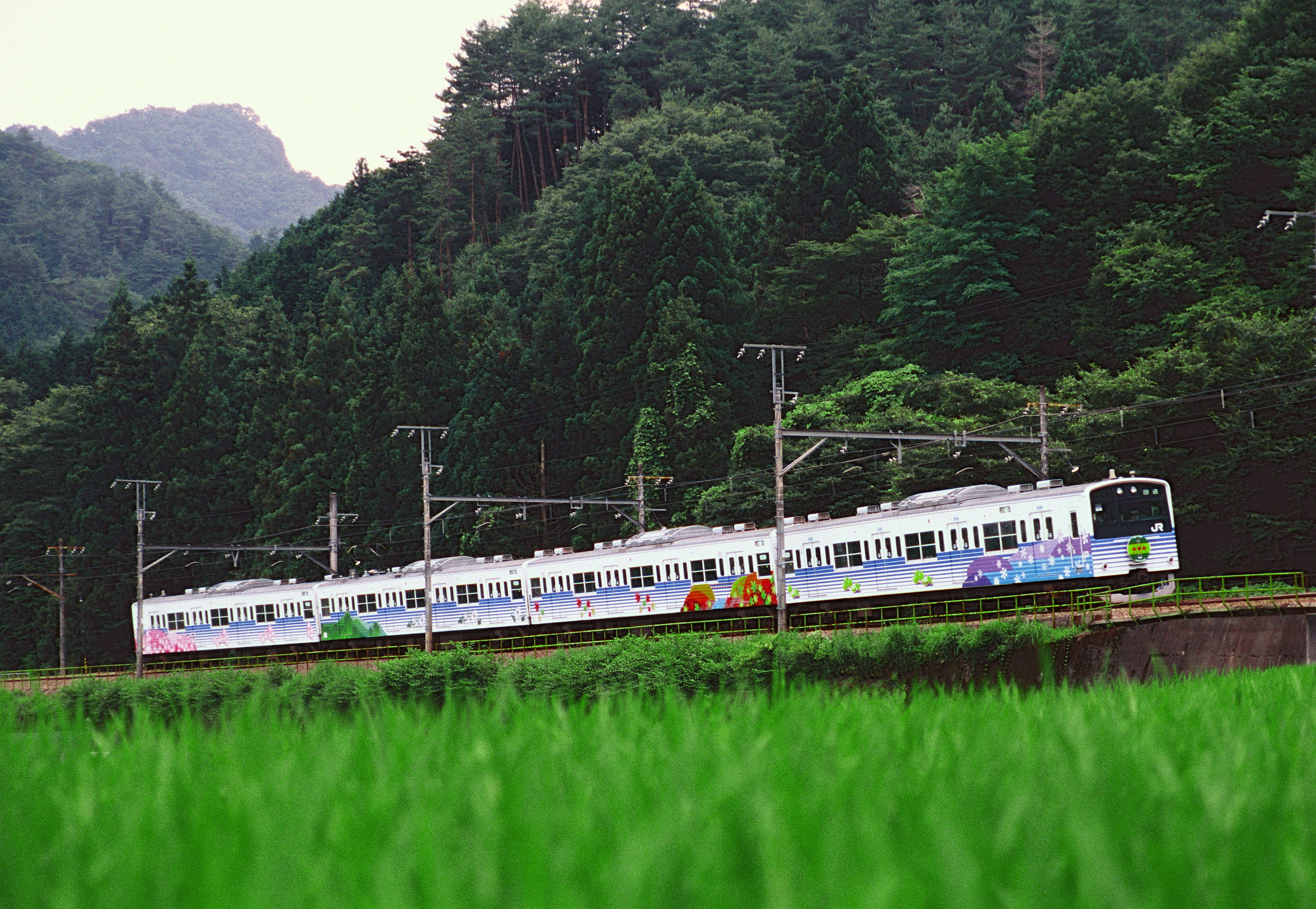
中央本線を走行する四季彩
（2009年7月5日 笹子駅 - 初狩駅間）

- 2001年：大井工場（現・東京総合車両センター）で改造され、7月30日に出場[7]、8月1日には高尾駅開業百周年記念イベントで展示された。 8月4日に青梅駅で出発セレモニーが行われ、｢展望電車｣として営業運転を開始した[8]。当日は青梅～奥多摩を数往復したのち、奥多摩発立川行きで運用を終了した。その後は土休日に青梅線立川～奥多摩、五日市線拝島～武蔵五日市の定期列車として運転。11月23日に一般公募により「四季彩」と命名[3][8]。併せて当初より予定していた車両毎に異なるデザインのシールが貼り付けられ、ヘッドマークも取り付けられた[3]。同年12月ダイヤ改正より、青梅線のみの運用になり、五日市線での定期運用は消滅。
- 2002年：10月12日から、南武線川崎から奥多摩までを結ぶ「川崎-奥多摩ハイキング号」での運転を開始。(以前は中原電車区所属103系)
- 2003年：6月14日、｢塩山駅・山梨市駅・石和温泉駅・甲府駅開業100周年記念｣イベントの一環で、｢やまなし四季彩号｣として中央本線塩山～甲府間の2往復運転された。また、翌日の15日には甲府駅で車両展示が行われた。8月3日、301系の引退イベントの一環で、高尾駅で車両展示が行われた。9月1日、前々日に発生した八高線103系の車両故障の影響で、八高線八王子～高麗川の定期列車を代走。
- 2004年：7月からモハ200-263の外装、方向幕、ヘッドマークが「ひまわり」から奥多摩に自生する｢レンゲショウマ｣に変更された。8月4・5日には臨時快速｢四季彩高原号｣を小淵沢～白馬で運転。全車座席定員制で、乗車券のほか指定席券が必要であった（改造車とはいえ、通勤型電車で指定席料金を徴収するのは珍しい）。
- 2005年：5月8日の営業運転を最後に、旧塗色での運転を終了。6月25日に行われた「三鷹駅・電車区開業75周年イベント」で、新塗色を一般に初披露。車体外装、ヘッドマークのデザインが一新された。7月2日から青梅線内の営業運転に復帰。
- 2007年：1月27日から立川～河口湖を「四季彩河口湖号」として運転（下り列車 河口湖到着後、定期普通列車として富士急行線内を１往復運転）。4月29日から、大宮～奥多摩の「むさしの奥多摩号」での運転を開始（以前は小山車両センター所属115系）。
- 2008年：5月24日、篠ノ井線長野～姨捨を「姨捨フォトトレイン四季彩号」として運転。
- 2009年：1月頃、前面車体色を背景にオレンジの文字で｢W1｣と書かれた編成札が取り付けられた。5月23日にJR東日本大宮総合車両センターで開催された「JRおおみや鉄道ふれあいフェア」（現・「鉄道のまち大宮 鉄道ふれあいフェア」）にて、体験試乗列車として使用された。6月11日、当車両の引退を発表[9]。6月28日をもって定期運用が終了。通常のヘッドマークでの運転も最後となった。7月4・5日に三鷹～笹子（往路）、大月～三鷹（復路）、7月11・12日に立川～青梅、7月18・19・20日に立川～奥多摩で、さよなら運転を実施。前後で異なる特製ヘッドマークが取り付けられた。7月20日の運転をもって引退となった。3日後の23日、廃車のため長野総合車両センターへ回送された。